# Pazña
Pazña es una localidad y municipio de Bolivia, ubicado en la provincia Poopó del departamento de Oruro. Se encuentra situada a 81 kilómetros al sur de la ciudad de Oruro, la capital departamental.
La sección municipal de Pazña fue creada por Ley de 6 de enero de 1961, durante el segundo gobierno del presidente Víctor Paz Estenssoro.
En el censo nacional de 1992, Pazña contaba con 8.068 habitantes. Para el censo del año 2001 la población del municipio disminuyó a 5.469 habitantes.
Durante el censo realizado el año 2012, Pazña logró llegar a crecer levemente en población alcanzando los 5.955 habitantes, obteniendo el puesto 254 entre los municipios a nivel nacional.
El municipio de Pazña se dividía administrativamente en 4 cantones hasta la modificación de la constitución en 2009, los cuales eran: Totoral, Avicaya, Urmiri y Peñas.
Cada 13 y 14 de septiembre de cada año se celebra la festividad del Señor del Gran Poder, donde varios devotos se trasladan a esta localidad para pasar fiesta al santo.

## Geografía
Pazña limita al norte con los municipios de El Choro y Poopó, al sur con Challapata, al este con el municipio de Antequera y al oeste con el municipio de Toledo y el lago Poopó. Su topografía presenta pendientes suaves, con planicies que sirven para el pastoreo y la agricultura.
Su clima es frío, árido a semiárido, con veranos subhúmedos e inviernos secos. Posee una temperatura media que fluctúa entre los 5 °C y 10 °C. Tiene como principales ríos al Jaruma, Urmiri y Antequera.

## Demografía
De acuerdo con el censo boliviano de 2024, la población del municipio de Pazña es de 4 220 habitantes.
La población del municipio disminuyó aproximadamente a la mitad entre 1992 y 2024:
| Año  | Habitantes (municipio) | Fuente |
| ---- | ---------------------- | ------ |
| 1992 | 8 068                  | Censo  |
| 2001 | 5 469                  | Censo  |
| 2012 | 5 995                  | Censo  |
| 2024 | 4 220                  | Censo  |

## Economía
La población del municipio se dedica principalmente a la actividad agropecuaria, con cultivos de alfalfa, avena, cebada, haba, papa, quinua y hortalizas, siendo muy poco productivos los terrenos a secano. La producción se destina al consumo doméstico, a la reposición de semilla y los excedentes son destinados a la comercialización en la feria semanal de Challapata, centros mineros y otros sitios de intercambio.
La actividad pecuaria se basa en la cría de ganado ovino de raza merino, criolla y caras negras.